# Путятин, Иван Тимофеевич
Князь Иван Тимофеевич Путятин (1700—1752) — офицер из рода Путятиных, который попал под следствие и был осуждён на сибирскую ссылку по Лопухинскому делу 1743 года.

## Биография
С 1722 года паж великой княгини Натальи Алексеевны. Из камер-пажей произведен в фендрики Лейб-гвардейского Семеновского полка. В 1734 году подпоручик, в 1737 году поручик. Ранен при штурме Очакова.
После смерти императрицы Анны Иоанновны на престол согласно её завещанию должен был вступить малолетний Иоанн, сын Антона Ульриха и Анны Леопольдовны Брауншвейгских, граф Остерман возвестил гвардии о регентстве Бирона на время малолетства Иоанна Антоновича. Возник заговор в пользу передачи регентства отцу юного императора, в этом заговоре деятельное участие принимали преображенские и семёновские офицеры. Князь Путятин ездил во дворец с предложением герцогу Брауншвейгскому принять правление на себя, обещая ему содействие гвардии.
Заговор был раскрыт и князь Путятин был пойман. В застенке подозреваемый под пытками выдал трех своих однополчан Чичерина, Аргамакова, Хныкова и Никиту Соковнина.
После ареста Бирона правительница Анна Леопольдовна повелела освободить князя Путятина, произвести его через чин и возвратить ему дворянство. Для чего 11 декабря 1740 года Преображенский и Семеновские полки были выстроены покоем, в середине которого поставлены были полковые знамёна; князь Путятин с товарищами во время приготовлении, находились в одном из соседних домов. Когда полки построились, полковой адъютант Семеновского полка, по приказанию дежурного майора, вывел на середину покоя князя Путятина, Хныкова , Аргамакова и Алфимова, все четверо были одеты в арестантские платья, без оружия. Их поставили под знамёна, по громогласном прочтении обоим полкам Высочайшего указа названные выше лица были трижды прикрыты знаменами, после чего адъютант увел их обратно в дом, а через несколько времени они вышли оттуда уже в мундирах. Князь Путятин через чин был произведен в капитаны.
16 января 1742 года князь Путятин был уволен в отставку. В 1743 году он был впутан в Лопухинское дело и оказался виновным.
Князь Иван Путятин, ты, имея со Степаном Лопухиным, и с женою его, и с сыном его Иваном давнюю дружбу, кнему Степану Лопухину, завсегда езжал и по доброжелательству к принцессе, говаривали якобы она была к Вам милостливее нежели Её Императорское Высочество, и о вспомогательстве им от Венгерского министра, Марки-де-Бота, против России к освобождению их; и слышали от них Лопухиных, жалобы в неудовольствии от её Императорского Величества, и будто они обижены безвинно, с сожалением, что ныне не принцесса в правительстве, а её Императорское Величество правительство и самодержавную власть презирая, говорили, что Её Императорское Величество жалует таких, которые непотребны и не столько заслужили, как они с поношением Высочайшей Её Императорского Величества персоной непристойными и зловредными словами, а министров всех он Степан Лопухин называл злодеями, а ты о том по должности своей и присяге не только не доносил, но и сам с ними, как выше показано, согласником был и, усердствуя к принцессе и сыну её, от Натальи Лопухиной всегда оних наведывался. За которые ваши богопротивные и Её Императорскому Величеству и государству вредительные злоумышленные дела, по генеральному в Правительствующем Сенате суду, и подписанной сентенции, как от духовных и всего министерства и придворных, так воинских и гражданских чинов Её Императорское Величество указала ученить всем вам смертную казнь вас Степан, вас Ивана Машкова, Ивана Путятина четвертовать. Её Императорское Величество, по природному своему великодушию и высочайшей своей Императорской милости, всемилостливейше пожаловала, указала вас всех от приговоренных и объявленных вам смертных казней освободить, а в место того, за показанные ваши вины, учинить вам наказание вас Степана, а вас Ивана Машкова Ивана Путятина высечь кнутом же, а тебя Александра Зыбина высечь плетьми, и послать всех в ссылку же.
Исполнение приговора состоялось 31 августа 1743 года. После наказания кнутом Путятин в сопровождении гефрейт-капрала Чайкина и четырех солдат был отправлен в ссылку в Сибирь. 25 декабря 1743 года Путятин прибыл в Кетск и скончался там 12 октября 1752 года.